# Bill Bailey
Mark Robert "Bill" Bailey (* 13. ledna 1965, Bath) je britský komik, hudebník, herec, televizní a rozhlasový moderátor a skladatel. Baileyho proslavila role Mannyho Bianca v seriálu Black Books, vystupování v televizi a celosvětová turné s jeho mnoha stand-up vystoupeními.
Baileyho show se v roce 2003 umístila na seznamu 50 nejzábavnějších vystoupení britské komedie, uveřejněném v týdeníku Observer. V letech 2007 a 2010 byl v pořadu televize Channel 4 100 Greatest Stand-Ups zvolen sedmým nejlepším stand-up komikem všech dob.